# Endo Yuya
Endō Yūya (遠藤 雄弥 Viễn Đằng Hùng Di) sinh ngày 20 tháng 3 năm 1987) là một diễn viên kiêm ca sĩ Nhật. Anh được biết đến nhiều nhất qua vai diễn Echizen Ryoma trong Prince of Tennis Musical. Anh cũng là một thành viên nhóm D-Boys.

## Công việc
Lần xuất hiện trước công chúng đầu tiên của Endō là phim Juvenile. Anh cũng tham gia trong phim Hice cool!- một phim được trình chiếu trên mạng của công ty Watanabe, cùng với các thành viên khác trong nhóm D-Boys, Yanagi Koutaroh, Shirota Yuu và Adachi Osamu.
Ngày 16/11/2005, Endo phát hành Idol DVD, Ao no Kiseki Lưu trữ ngày 19 tháng 7 năm 2006 tại Wayback Machine.
Tháng 9/2006, anh cùng với một thành viên khác của D-Boys, Shirota Yuu, xuất hiện trong video clip của RAG FAIR, "Kimi no Tame ni Boku ga Tate ni Naro", vai một DJ yêu đồng nghiệp của mình.

### VớiD-Boys
Endō là một thành viên nhóm D-Boys thuộc công ty Watanabe Entertainment. Anh là một trong những thành viên đầu tiên.
Cũng như những thành viên khác, Endō có blog Lưu trữ ngày 8 tháng 7 năm 2006 tại Wayback Machine cá nhân và thỉnh thoảng cập nhật thông tin cũng như đoạn video mở đầu.
Việc là một thành viên D-Boys mang lại cho cậu nhiều cơ hội, trong đó có biểu diễn cùng một nhóm và hoàn thiện khả năng diễn xuất.
Nhóm D-Boys đã phát hành 2 album ảnh. Photobook đầu tiên phát hành ngày ngày 27 tháng 4 năm 2005 với tựa đề là D-Boys, cái thứ hai phát hành ngày 25-3-2006 với tên Start. Cả hai đều có đăng nhiều hình ảnh của Endō.
Nhóm D-Boys có một bộ phim tài liệu nói về chính họ tên là DD-Boys. Trong đó, Endo xuất hiện rất thường xuyên cùng với một thành viên khác, Yanagi Kotaroh. Câu chuyện kể về việc họ đã phải cố gắng vất vả để có thể được sống trong căn nhà D-House trong khi một số thành viên khác lại không thể. Bộ phim gồm 24 tập, chiếu từ ngày 10-4 đến ngày 25-9 năm 2006.

### Với vaiEchizen RyomatrongPrince of Tennis musical
Endō được chọn để thay thế cho Yanagi Koutaroh, người vừa bị thương trong một tai nạn xe hơi. Cậu sẽ giữ vai chính cho đến khi Yanagi có thể đóng trở lại. Cậu và Yanagi đã cùng diễn vai Echizen Ryoma trong 2 buổi: Tenimyu in Winter: Side Fudomine ~Special Match~ và Dream Live 2.
Ngày 13/06/2003, Endō vai Echizen Ryoma ra mắt lần đầu trong Dream Live 1. Trong thời gian đóng musical, Endō được làm việc chung với các thành viên khác của D-Boys, Yanagi Koutaroh, Shirota Yuu, Kaji Masaki, Suzuki Hiroki, Adachi Osamu, Araki Hirofumi và Wada Masato.
Cậu đã diễn Ryoma trong các buổi diễn:
- Dream Live 1st: First Live concert
- More Than Limit: St. Rudolph Gakuin
- Tenimyu in Winter: Side Fudomine ~Special Match~
- Tenimyu in Winter: Side Yamabuki - Featuring St Rudolph
- Dream Live 2nd: Second Live concert

Ngày 04/05/2005, sau suất diễn cuối cùng của Dream Live 2, Endo tốt nghiệp vai diễn Ryoma.

## Cuộc sống riêng
Endō thỉnh thoảng có vào cập nhật trong blog Lưu trữ ngày 8 tháng 7 năm 2006 tại Wayback Machine cá nhân trong nhóm D-boys.

## Các phim đã tham gia
| Năm  | Tựa đề                                    | Vai diễn                         | Chú thích                   |
| ---- | ----------------------------------------- | -------------------------------- | --------------------------- |
| 1998 | Yasha                                     | N/A                              | Phim truyền hình            |
| 1998 | Minimoni de Bremen no Ongaku-tai          | Kenji                            | Phim truyền hình            |
| 2000 | Juvenile                                  | Yusuke Sakamoto                  |                             |
| 2004 | L' Amant                                  | N/A                              |                             |
| 2005 | Hice Cool                                 | Nobu                             | Phim phát hành trên Web     |
| 2005 | Gakkou no Kaidan                          | N/A                              | Phim phát hành trên Web     |
| 2005 | Ichiritoru no Namida (One Liter of Tears) | Takeda Makoto                    | Phim truyền hình            |
| 2005 | Rocket Boys                               | Kajishin                         | Phim truyền hình, vai chính |
| 2006 | Drift                                     | N/A                              |                             |
| 2006 | The Hit Parade                            | Kenji Sawada của nhóm The Tigers | Phim truyền hình            |
| 2006 | CX Medaka                                 | N/A                              | Phim truyền hình            |
| 2006 | Nodame Cantabile                          | Okawachi Mori                    | Phim truyền hình            |

## DVDs
| Năm  | DVD                         | Ngày phát hành |
| ---- | --------------------------- | -------------- |
| 2005 | Ao no Kiseki (Blue Miracle) | 16/11/2005     |